# Batalla de Saragarhi
La batalla de Saragarhi va ser una batalla de darrera defensa lliurada abans de la campanya de Tirah el 12 de setembre de 1897 entre el Raj Britànic i els tribus afganeses. El 12 de setembre de 1897, es calcula que entre 12.000 i 24.000 tribus Orakzais i Afridi es van veure a prop de Gogra, a Samana Suk i al voltant de Saragarhi, tallant el fort Gulistan. Els afganesos van atacar l'avançada de Saragarhi, on milers d'ells van pul·lular i van envoltar el fort, preparant-se per atacar-lo. Encapçalats per Havildar Ishar Singh, els 21 soldats del fort —tots eren sikhs— van optar per lluitar fins a la mort, en el que alguns historiadors militars consideren com una de les batalles més valentes de la història. El lloc va ser recuperat dos dies després per un altre contingent indi britànic.
El quart batalló del Regiment sikh de l'exèrcit indi commemora la batalla cada any el 12 de setembre, com a dia de Saragarhi.

## Biografia
- Sharma, Anuj Harshwardhan. 2017. Against All Odds at Saragarhi. New Delhi: Star Print-o-Bind. ASIN BO77C94TXJ.
- Singh, Amarinder. 2017. Saragarhi and the Defence of the Samana Forts. New Delhi: Bookwise Pvt. Ltd. ISBN 978-8187330677.
- Singh-Sohal, Jay. 2013. Saragarhi: The Forgotten Battle. Birmingham: Dot Hyphen Publishers. ISBN 978-0957054073.
- Singh, Kanwaljit, and H.S. Ahluwalia. 1987. Saragarhi Battalion: Ashes to Glory. New Delhi: Lancer International. ISBN 81-7062-022-8.
- Sidhu, Daljeet Singh, and Amarjit Virdi 2011. The Battle of Saragarhi: The Last Stand of the 36th Sikh Regiment. Gyan Khand Media. ISBN 9788190963749